# Last Year Was Complicated
Last Year Was Complicated es el tercer álbum de estudio del cantante estadounidense Nick Jonas. Fue lanzado el 10 de junio de 2016, por Island y Safehouse Records. Las colaboraciones del álbum son con Tove Lo, Ty Dolla $ign y Big Sean. El sencillo principal del álbum, "Close", fue liberado el 25 de marzo de 2016.

## Antecedentes
| "Cuando empecé a componer pensaba que sabía de qué iba a tratar... Luego tuve una ruptura. Entonces quedó muy claro de qué iba a tratar... Y que iba a tener que profundizar mucho... La mierda es demasiado real a veces... Revivir algunas de estas experiencias de la vida real a través de esta música es duro."—-Nick Jonas, sobre la grabación del álbum. |

El 5 de agosto de 2015, Jonas estrenó una nueva canción, "Under You", en el iHeartRadio Music Summit. En febrero de 2016, cubrió la edición de febrero/marzo de 2016 de la revista Complex mencionó las canciones "Chainsaw" y "Don't Make Me Choose", y también reveló una sorprendente colaboración con Corin Roddick, de Purity Ring.  Ese mismo mes, se reveló que el cantante Ty Dolla $ign tenía un featuring en el disco y que también había una cantante femenina en el disco cuyo nombre no reveló. También reveló que volvió a trabajar con Jason Evigan y Sir Nolan.
El 24 de marzo de 2016, Jonas anunció el título del álbum, la fecha de lanzamiento y la lista de canciones a través de una serie de tuits. Jonas reveló que el trabajo en el álbum le llevó un año y medio, tuiteando: "La mierda es demasiado real a veces... Revivir algunas de estas experiencias de la vida real a través de esta música es duro". Durante una entrevista radiofónica con Carson Daly, Jonas señaló que el álbum iba a llamarse Unhinged como la canción del disco. Sin embargo, tras una conversación con el rapero Jay-Z, Jonas cambió el título a Last Year Was Complicated.

## Promoción
Dos canciones del disco ("Don't Make Me Choose" y "Under You") se interpretaron en varias fechas de su gira Nick Jonas: Live in Concert. Jonas promocionará el disco en la gira Future Now Tour junto a Demi Lovato. La noche del 24 de marzo de 2016, Jonas adelantó cuatro temas de Last Year Was Complicated durante una fiesta de escucha, celebrada para la prensa y los bookers de televisión.  Jonas interpretó las canciones "Champagne Problems" y "Close" (con Tove Lo) en directo en Saturday Night Live el 16 de abril de 2016.  El 24 de abril de 2016, Jonas interpretó las canciones "Bacon", "Close" y "Voodoo" durante su set en el New Orleans Jazz Fest. Anunció también que habrá un vídeo musical de "Voodoo".
Durante la grabación de CMT Crossroads interpretó las canciones "Chainsaw" con Thomas Rhett y "Close" con Thomas Rhett y Danielle Bradbery. Él y Tove Lo interpretarán la canción en directo el 22 de mayo de 2016 en los 2016 Billboard Music Awards. El 28 de abril, ambos interpretaron la canción en Jimmy Kimmel Live!. Él interpretó una versión en solitario de la canción en The Ellen DeGeneres Show el 9 de mayo de 2016.  Jonas actuó en los 2016 iHeartRadio Much Music Video Awards.  El 10 de junio interpretó las canciones Jealous, Close, Champagne Problems y Bacon en directo en Today.  Interpretó Close, The Difference y When We Get Home en un show sorpresa de Target. 

### Sencillos
El 24 de marzo de 2016, "Close" fue anunciado como el sencillo principal del álbum. Lanzada al día siguiente, la canción cuenta con la vocalista invitada, la cantante sueca, Tove Lo.
"Bacon", con Ty Dolla $ign, se lanzó originalmente como sencillo promocional el 3 de junio de 2016. Fue enviado a la radio estadounidense Rhythmic el 12 de julio de 2016, como segundo sencillo del álbum, en sustitución de "Chainsaw", que originalmente había sido confirmado para el puesto.
El 6 de junio de 2016 se estrenó un vídeo musical de la canción en Tidal, con un teaser de 30 segundos disponible para los no suscriptores.

### Sencillos  promocionales
"Champagne Problems" fue lanzado como el primer sencillo promocional el 8 de abril de 2016. El 7 de noviembre dejó caer el video de la canción en línea. "Chainsaw" fue lanzado como segundo sencillo promocional el 13 de mayo de 2016 junto con el vídeo. Su vídeo musical se estrenó el 13 de mayo de 2016, y fue dirigido por Luke Monaghan. La canción estaba originalmente planeada para ser lanzada como segundo sencillo, pero fue sustituida por "Bacon".

### Otras canciones
"Under You" alcanzó el puesto 8 en la lista de heatseekers de Nueva Zelanda el 20 de junio de 2016. El vídeo de la canción se estrenó el 10 de junio. Se sirve para ser lanzado en la radio del Reino Unido en algún momento.
El 11 de octubre se estrenó el vídeo del tema "Voodoo" en exclusiva en Tidal, con un teaser de 30 segundos para los no suscriptores.

## Recepción Crítica
Last Year Was Complicated recibió críticas positivas por parte de la crítica musical. Stephen Thomas Erlewine de AllMusic afirmó que el álbum "se siente seguro de una manera que su eponymous 2014 predecesor no lo hizo", señalando que "la totalidad de 'Last Year Was Complicated' camina por una fina línea entre la confección pop inmaculadamente producida y la confesión personal: puede que no sea desgarrador, pero se siente como si viniera del corazón. " En su reseña para Entertainment Weekly', Nolan Feeney declaró que "crece en el sonido pop-R&B de neón del Nick Jonas de 2014 mientras adopta un enfoque de mostrar-no-decir la madurez en [sus] canciones. " Keith Harris escribió para Rolling Stone que Jonas es "agradable y versátil" en el disco, al tiempo que elogiaba su "flexible falsete" por "sonar herido o seductor según sea necesario, le permite replantear su propia parcela de territorio en la frontera entre el pop y el R&B. "  Sam C. Mac de Slant Magazine señaló que a pesar de los temas de ruptura, "Last Year Was Complicated ofrece una colección aún más vibrante de ritmos coloridos y propulsivos que Nick Jonas". Sin embargo, observó que "como cantante, Jonas no siempre está dispuesto a evolucionar con su música." Harriet Gibsone de The Guardian destacó que "hay muchas rarezas en este disco brillante y convincente, pero [...] no es lo suficientemente inteligente o extraño como para destacar."

## Desempeño comercial
El álbum debutó en el número dos del Billboard 200, con unas ventas en la primera semana de 66.000 unidades, siendo 47.000 las ventas reales del álbum, que le dieron un puesto en el número uno esa semana en el Top Albums sales Chart, en Estados Unidos.

## Lista de canciones
| Standard edition |                             |                             |          |  |
| N.º              | Título                      | Producer(s)                 | Duración |  |
| 1.               | «Voodoo»                    | Evigan                      | 3:10     |  |
| 2.               | «Champagne Problems»        | Evigan                      | 3:12     |  |
| 3.               | «Close» (con Tove Lo)       | Mattman & Robin             | 3:54     |  |
| 4.               | «Chainsaw»                  | Sir Nolan                   | 3:19     |  |
| 5.               | «Touch»                     | Mattman & Robin Love        | 3:02     |  |
| 6.               | «Bacon» (con Ty Dolla $ign) | Sir Nolan                   | 3:02     |  |
| 7.               | «Good Girls» (con Big Sean) | Evigan                      | 3:56     |  |
| 8.               | «The Difference»            | Evigan                      | 3:41     |  |
| 9.               | «Don't Make Me Choose»      | Sir Nolan                   | 3:35     |  |
| 10.              | «Under You»                 | Payami Shellback Max Martin | 3:17     |  |
| 11.              | «Unhinged»                  | Sir Nolan                   | 3:52     |  |
| 12.              | «Comfortable»               | Jonas Evigan                | 4:34     |  |
| 42:34            |                             |                             |          |  |

| Target deluxe edition |                                         |                                                          |          |  |
| N.º                   | Título                                  | Producer(s)                                              | Duración |  |
| 13.                   | «Testify»                               | LDN Noise                                                | 3:15     |  |
| 14.                   | «When We Get Home» (con Daniella Mason) | Jonas                                                    | 3:04     |  |
| 15.                   | «That's What They All Say»              | Most Wanted Shelton Martinsen Walthinsen Anthony Vasquez | 3:03     |  |
| 51:56                 |                                         |                                                          |          |  |

| International deluxe edition |           |                                            |          |  |
| N.º                          | Título    | Producer(s)                                | Duración |  |
| 16.                          | «Jealous» | Sir Nolan                                  | 3:43     |  |
| 17.                          | «Chains»  | Evigan Jonas                               | 3:23     |  |
| 18.                          | «Levels»  | Kirkpatrick The Monsters and the Strangerz | 2:47     |  |
| 61:49                        |           |                                            |          |  |

creditos de Sample
- "Comfortable" contiene elementos de audio de la conferencia de prensa de Allen Iverson.

## Personal
Créditos adaptados de la edición estándar de Last Year Was Complicated.
Intérpretes y músicos
- Nick Jonas - voz principal, guitarras (track 12)
- Tove Lo - artista principal (track 3)
- Ty Dolla $ign - artista principal (track 6)
- Big Sean - artista principal (track 7)
- Deanna DellaCioppa - voz de fondo (track 4)
- Demi Lovato - voz de fondo (track 12)
- Sean Douglas - teclas adicionales (pistas 2, 8)
- Jason Evigan - todos los instrumentos (tracks 1-2, 7-8, 12)
- Rickard Göransson - bajo (track 10)
- Marcus Kincy - teclas adicionales (pistas 1, 12), piano (pista 12), bajo adicional (pista 12)
- Savan Kotecha - coros (track 10)
- Pierre Luc - guitarras (track 2)
- Mattman & Robin - bajo (tracks 3, 5), teclados (track 3), batería y percusión (tracks 3, 5), marimba (track 3), snaps y handclaps (tracks 3, 5), sintetizadores (track 5), guitarras (track 5)
- Julia Michaels - voz de fondo (track 3)
- Ali Payami - batería (track 10), teclas (track 10), sintetizadores (track 10), bajo (track 10)
- Shellback - batería (track 10), guitarras (track 10)
- Dewain Whitmore, Jr. - coros (track 8)

Producción
- Cory Bice - asistente (tracks 5, 10)
- Peter Carlsson - edición vocal (track 10)
- John Cranfield - grabación (track 3)
- Serge Curtois - mezcla (tracks 6, 11)
- Jason Evigan - producción (tracks 1-2, 7-8, 12)
- Chris Gehringer - masterización
- Serban Ghenea - mezcla (tracks 2-3, 5, 8, 10)
- Jason Goldberg - asistente de mezcla (track 12)
- Louie Gomez - asistente de mezcla (pistas 1, 7, 12)
- John Hanes - ingeniero de mezcla (tracks 2-3, 5, 8, 10)
- Billy Hickey - ingeniería (track 7)
- Sam Holland - ingeniería (track 10)
- Maximilian Jaeger - grabación (track 7)
- Nick Jonas - producción (track 12)
- Rico Love - producción (track 5), grabación (track 5)
- Max Martin - producción (track 10)
- Tony Maserati - mezcla (tracks 4, 9)
- David Massey - producción ejecutiva
- Mattman & Robin - producción (tracks 3, 5), programación (tracks 3, 5), grabación (track 5)
- Noah Passovoy - grabación (track 3), ingeniería (track 5), grabación (track 5)
- Ali Payami - producción (track 10), programación (track 10)
- James Royo - ingeniería (tracks 1-2, 8, 12), mezcla (tracks 7, 12)
- Tyler Scott - asistente de mezcla (tracks 4, 9)
- Shellback - producción (track 10)
- John Shullman - ingeniería (track 5), grabación (track 5)
- Sir Nolan - producción (tracks 4, 6, 9, 11), grabación (tracks 4, 6, 9, 11)
- The Struts - grabación (track 3)
- Eric Weaver - ingeniería (pista 10)

Diseño
- Kyledidthis - dirección artística, diseño
- Paul Lane - producción de paquetes
- Yu Tsai - fotografía

## Charts

### Weekly charts
| Chart (2016)                       | Peak position |
| ---------------------------------- | ------------- |
| Australia (ARIA)                   | 13            |
| Bélgica (Ultratop Flandes)         | 61            |
| Bélgica (Ultratop Valonia)         | 70            |
| Canadá (Billboard Canadian Albums) | 3             |
| Dinamarca (Hitlisten)              | 21            |
| Países Bajos (Album Top 100)       | 63            |
| Alemania (Offizielle Top 100)      | 88            |
| Grecia (IFPI)                      | 75            |
| Irlanda (IRMA)                     | 26            |
| Nueva Zelanda (RMNZ)               | 8             |
| Noruega (VG‑lista)                 | 27            |
| Escocia (Scottish Albums Chart)    | 41            |
| España (Promusicae)                | 6             |
| Suecia (Sverigetopplistan)         | 45            |
| Suiza (Schweizer Hitparade)        | 48            |
| Reino Unido (UK Albums Chart)      | 25            |
| Estados Unidos (Billboard 200)     | 2             |

### Year-end charts
| Chart (2016)                    | Position |
| ------------------------------- | -------- |
| Estados Unidos US Billboard 200 | 152      |

## Historial de Lanzamiento
| País   | Fecha               | Versión         | Formatos               | Discográfica | Ref                                |
| ------ | ------------------- | --------------- | ---------------------- | ------------ | ---------------------------------- |
| Varios | 10 de junio de 2016 | Standard Deluxe | CD descarga digital LP | Island       | [ 46 ] [ 65 ] [ 66 ] [ 67 ] [ 68 ] |